# Гідросвітильник
Гідросвіти́льник, (рос.гидросветильник, англ. hydrolight, нім. Hydroleuchte f) — електричний освітлювальний малогабаритний прилад з гідравлічним двигуном, генератором і джерелом світла, змонтованим в єдиному корпусі. Застосовується у гідрошахтах, де є трубопровід для подачі води. Робочий тиск води 2,9 МПа; напруга 12 В, потужність 60 Вт.
Синонім — ГІДРОЛІХТАР.